# Yield
Yield — п'ятий студійний альбом американської рок-групи Pearl Jam, що вийшов в 1998 на лейблі Epic Records.
Диск посів 2-е місце в американському чарті Billboard 200

## Список композицій
| #   | Назва                  | Тривалість |
| --- | ---------------------- | ---------- |
| 1.  | «Brain of J.»          | 2:59       |
| 2.  | «Low Light»            | 3:46       |
| 3.  | «In hiding»            | 4:59       |
| 4.  | «Push me, pull me»     | 2:27       |
| 5.  | «All those yesterdays» | 7:45       |
| 6.  | «Faithfull»            | 4:18       |
| 7.  | «No way»               | 4:19       |
| 8.  | «Given 2 fly»          | 4:00       |
| 9.  | «Wishlist»             | 3:26       |
| 10. | «Pilate»               | 3:00       |
| 11. | «Do the evolution»     | 3:53       |
| 12. | «(Red dot)»            | 1:06       |
| 13. | «MFC»                  | 2:27       |

## Сертифікації
| Регіон                                                                                          | Сертифікація  | Продажі    |
| ----------------------------------------------------------------------------------------------- | ------------- | ---------- |
| Австралія (ARIA)                                                                                | Платиновий    | 70 000^    |
| Канада (Music Canada)                                                                           | 2× Платиновий | 200 000^   |
| Нідерланди (NVPI)                                                                               | Золотий       | 50 000^    |
| Нова Зеландія (RIANZ)                                                                           | Платиновий    | 15 000^    |
| Польща (ZPAV)                                                                                   | Золотий       | 50 000*    |
| Іспанія (PROMUSICAE)                                                                            | Платиновий    | 100 000^   |
| Велика Британія (BPI)                                                                           | Золотий       | 100 000*   |
| США (RIAA)                                                                                      | Платиновий    | 1 000 000^ |
| *продажі, що базуються лише на сертифікаціях ^відвантаження, що базуються лише на сертифікаціях |               |            |